# پروتوتایپ (ترانه ویکتوریا مودستا)
«پروتوتایپ» (انگلیسی: Prototype) ترانه‌ای از خوانندهٔ بریتانیایی زاده‌شده در لتونی ویکتوریا مودستا است که در ۱۲ دسامبر ۲۰۱۴ منتشر شد. موزیک ویدیو این ترانه با استقبال گسترده روبرو شده‌است و ویکتوریا مودِستا را به نخستین ستاره ناقص‌العضو دنیای موسیقی پاپ بدل کرده‌است.
«پروتوتایپ» اولین بار در دسامبر سال ۲۰۱۴ و در جریان فینال ایکس فاکتور اجرا شد. موزیک ویدیو این ترانه را کانال ۴ تلویزیون بریتانیا تهیه‌کنندگی و سام فرهمند کارگردانی کرده‌اند. این ویدئو در یوتیوب، حدود پنج میلیون بازدیدکننده داشته‌است.